# Boleslav II. Lysý
Boleslav II. Lysý zvaný Rogatka (polsky Bolesław II Łysy, Bolesław Rogatka, 1220/25 – 26. prosince 1278) byl vratislavský, hlohovský a lehnický kníže z rodu slezských Piastovců. Založil tvrz Višňová (Wiśniowa), z které se později stal zámeček v neorenesančním stylu.

## Život
Narodil se jako nejstarší syn Jindřicha II. Pobožného a jeho ženy Anny, dcery českého krále Přemysla Otakara I. Po otcově smrti v bitvě u Lehnice roku 1241 byl již sice on a jeden z jeho bratrů Měšek plnoletí, ale vládu za ně vykonávala jejich matka. V roce 1242 se chopil vlády a jelikož Měšek zemřel týž rok, stal se suverénním vládcem Vratislavska. Za svého panování ztratil velkou část územních zisků svého otce a děda; Malopolsko obsadil Konrád Mazovský, Velkopolsko si rozdělili mezi sebe synové Vladislava Odonice a část Lubušska byla prodána magdeburskému arcibiskupovi.
Ani na domácí scéně se mu nevedlo lépe. I ostatní jeho bratři dospěli a začali si nárokovat část knížectví. V roce 1248 mezi nimi došlo k dohodě. Boleslav si ponechal větší část země, Lehnici a Hlohovsko, a Jindřich III. Bílý získal město Vratislav a okolí. Zbylí dva bratři, Konrád a Vladislav, byli určeni k církevní dráze a měli proto jen formálně spoluvládnout (Konrád s Boleslavem, Vladislav s Jindřichem). Jenže Konrád odmítl titul pasovského biskupa a požadoval po svém sourozenci svou část Slezska. Proto mu roku 1254 podstoupil Hlohovsko. Nakonec se z jeho knížectví vydělilo roku 1273 Javořsko, které spravoval jeho syn Jindřich V. Tlustý.
Boleslav Lysý zemřel v prosinci 1278 a byl pohřben v dominikánském klášteře v Lehnici.

## Potomci
1. manželství ∞ Hedvika Anhaltská
- Anežka
- Jindřich V. Tlustý
- Boleslav I. Surový
- Bernard Hbitý
- Hedvika
- Anna
- Alžběta

2. manželství ∞ Eufémie Tčevská
- Kateřina

3. manželství ∞ Žofie z Dyhrnu
- Jaroslav